# Zivko Edge 540
El Zivko Edge 540 creado por Zivko Aeronautics es un avión acrobático diseñado para la acrobacia aérea.

## Características
La firma Zivko Aeronautics, de Guthrie Oklahoma , tenía la misión de producir un avión que pudiera realizar maniobras precisas a velocidad estándar y dejar un gran espacio a los profesionales para desarrollar nuevos récords. Es un avión monoplaza (aún que hay una versión biplaza) con las alas muy rígidas. El Edge 540 tiene el empuje más alto por peso en competencia con cualquier otra aeronave. El uso de un tubo de acero con marco compuesto de carenados da un resultado muy ligero, duradero y estable. 

### Datos técnicos
- Asientos: 1 (aunque también hay una versión biplaza)
- Longitud: 6,3 m
- Envergadura: 7,43 m
- Peso: 530 kg
- Velocidad máxima: 426 km/h
- Propulsor: MTV9-203
- Potencia: 340 hp
- Rango de giro: 420 °/s
- Fuerza G máxima: +/- 12
- Motor: AEIO 540 EXP
- Diseño de ala: Symmetric, fibra de carbono
- Pilotos: Arch, Besenyei, Bonhomme, Chambliss, Dell, Goulian, Jones, Mangold, Rakhmanin, Melissa Pemberton.

## Aviones comparables
- Extra 300
- Sukhoi Su-26/Sukhoi Su-29
- Cap 232
- MX2